# (32246) 2000 OQ43
2000 OQ43 (asteroide 32246) é um asteroide da cintura principal. Possui uma excentricidade de 0.12832490 e uma inclinação de 6.96632º.
Este asteroide foi descoberto no dia 30 de julho de 2000 por LINEAR em Socorro.